# Hugh Pendexter
Hugh Pendexter (ur. 15 stycznia 1875, zm. 11 czerwca 1940) – amerykański powieściopisarz, dziennikarz oraz scenarzysta. Swoją karierę pisarską rozpoczął od humorystycznych opowiadań, z których dwa zostały wybrane przez Marka Twaina i opublikowane w Library of Wit and Humor. Zajmował się nauczaniem greki i łaciny w szkole w Norway, gdzie mieszkał przez prawie całe życie. W latach 1900–1911 pracował jako dziennikarz dla Rochester Post Express aby po tym czasie zająć się wyłącznie pisaniem powieści. Czterdzieści z nich – których akcja przeważnie była osadzona w realiach Dzikiego Zachodu – zostało opublikowane w amerykańskim magazynie Adventure. Wiele z nich wydano w formie książki na terenie Stanów Zjednoczonych i Wielkiej Brytanii. Niektóre doczekały się również publikacji w Polsce.

## Życie prywatne
W 1897 ożenił się z Helen M. Faunce. Miał dwójkę dzieci: Hugh oraz Faunce.
Zmarł na skutek ataku serca, którego dostał 11 czerwca 1940 podczas odwiedzin u swojego szwagra.

## Twórczość

### Wybrane książki
- Tiberius Smith (1907)
- The young gem-hunters; or, the mystery of the haunted camp (1911)
- The young timber-cruisers; or, Fighting the spruce pirates (1911)
- The young fishermen (1912)
- The young woodsmen (1912)
- The young sea-merchants (1913)
- The young trappers (1913)
- The young loggers; or, the gray axeman of Mt. Crow (1917)
- Gentlemen of the North (1920)
- Red belts (1920)
- Kings of the Missouri (1921)
- A Virginia scout (1922)
- Pay gravel (1923)
- Old Misery (1924)
- The wife-ship woman (1925)
- Harry Idaho (1926)
- The red road; a romance of Braddock's defeat (1927)
- Bird of Freedom (1928)
- The gate through the mountain (1929)
- Over the ridge (1931); wydanie polskie: Włóczęgi zachodu, Powszechne Towarzystwo Wydawnicze 1939
- The fighting years (1933); wydanie polskie: Lata walki, Powszechne Towarzystwo Wydawnicze 1939
- The Flaming Frontier (1933); wydanie polskie: Płonąca granica, Powszechne Towarzystwo Wydawnicze 1939
- The blazing West (1934)
- The Homesteaders (1937)
- Vigilante of Alder Gulch (1955)

### Scenariusze[3]
- A Daughter of the Wolf (1919)
- Wolf Law (1922)